# Montreuil-Bonnin
Montreuil-Bonnin är en kommun i departementet Vienne i regionen Nouvelle-Aquitaine i västra Frankrike. Kommunen ligger i kantonen Vouillé som tillhör arrondissementet Poitiers. År 2018 hade Montreuil-Bonnin 755 invånare.

## Befolkningsutveckling
Antalet invånare i kommunen Montreuil-Bonnin
| Referens: INSEE |